# Poggio Imperiale
Poggio Imperiale – miejscowość i gmina we Włoszech, w regionie Apulia, w prowincji Foggia.
Według danych na rok 2004 gminę zamieszkiwało 2891 osób, 55,6 os./km².
W pobliżu miejscowości jest stacja kolejowa Poggio Imperiale.